# Československé mlýny
Československé mlýny byl ústřední orgán, který měl formu národního podniku.

## Vznik
Dne 9. listopadu 1948 byla v deníku Rudé právo zveřejněna informace, že v Československu bylo 16 základních hospodářských oborů, které dostaly v rámci Dvouletého hospodářského plánu úkoly pro období let 1947 a 1948. Počet oborů se postupně zvýšil na 25 jednotek. V čele každého oboru stál Ústřední orgán, který měl funkci direktivní, ale také ekonomickou, protože se spolupodílel na finančních operacích podřízených národních podniků.
Ústřední orgány byly podřízeny jednotlivým ministerstvům.

## Ústřední orgán Československé mlýny
Ústřední orgán pro průmysl mlynářský Československé mlýny národní podnik Praha II., Jungmannovo náměstí 10:

#### V Čechách, na Moravě a ve Slezsku
- ODKOLEK, n. p., Praha-Vysočany
- STŘEDOČESKÉ MLÝNY, n. p., Praha VII
- STŘEDOČESKÉ MLÝNY, n. p., Litoměřice
- VÝCHODOČESKÉ MLÝNY, n. p., Hradec Králové
- ZÁPADODOČESKÉ MLÝNY, n. p., Louny
- STŘEDOMORAVSKÉ MLÝNY, n. p., Brno
- STŘEDOMORAVSKÉ MLÝNY, n. p., Olomouc
- SLEZSKÉ MLÝNY, n. p., Krnov

#### Na Slovensku
SLOVENSKÉ MLYNY, oblastný orgán pre priemysel mlynársky na Slovensku, národný podnik
- ZÁPADODOSLOVENSKÉ MLYNY, n. p., Senec
- STREDOSLOVENSKÉ MLYNY, n. p., Levice
- VÝCHODOSLOVENSKÉ MLYNY, n. p., , Košice

## Organizační schéma
Ze seznamu (schématu) je patrné, že v českých zemích byla organizace třístupňová:
ministerstvo → ústřední orgán (národní podnik) → konkrétní národní podnik